# 松洲街道
松洲街道（しょうしゅうがいどう）は、広州市白雲区の街道。現行行政地名は松洲街道螺涌社区、松洲街道西洲社区などの社区14個がある。

## 地理
広州市白雲区の南西部に位置している。

## 行政区画
14社区を管轄する。
| 番号 | 社区名   | 番号 | 社区名   |
| ---- | -------- | ---- | -------- |
| 01   | 槎竜社区 | 08   | 松北社区 |
| 02   | 団結社区 | 09   | 松南社区 |
| 03   | 華糖社区 | 10   | 西洲社区 |
| 04   | 半島社区 | 11   | 松鶴社区 |
| 05   | 螺涌社区 | 12   | 桃園社区 |
| 06   | 陽光社区 | 13   | 富林社区 |
| 07   | 橋西社区 | 14   | 河畔社区 |

## 施設

### 交通
・地下鉄の駅：